# Tephrinopsis
Tephrinopsis là một chi bướm đêm thuộc họ Geometridae.